# Caligrafía china
Según la caligrafía china, o shūfǎ (書法), los caracteres chinos pueden ser trazados según cinco estilos históricos. Normalmente todos son realizados con pincel y tinta. Estos estilos están ligados intrínsecamente a la historia de la escritura china.

## Estilo del sello

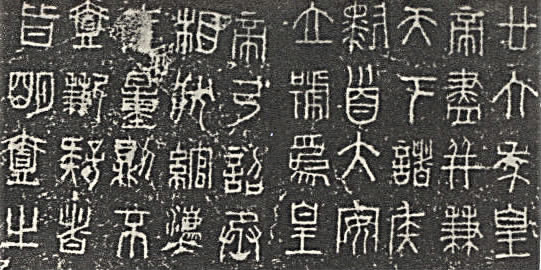
Ejemplo de caligrafía hacia el 221 a. C.

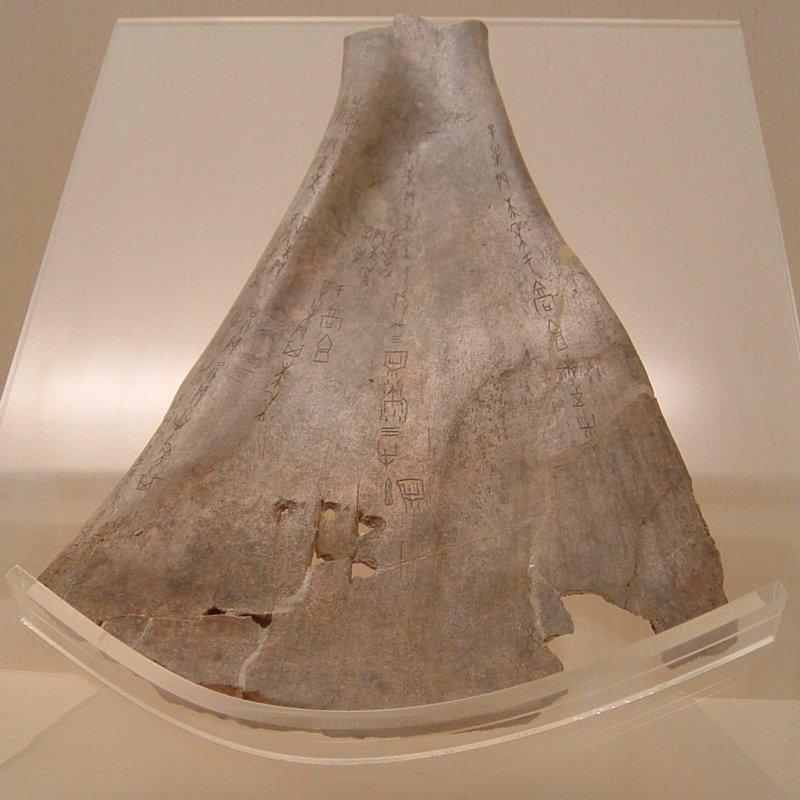
Hueso oracular

El más antiguo de los estilos (con apogeo en la dinastía Qín, 221 a. C.-206 a. C.), conocido como escritura del sello (篆書, zhuànshū), corresponde a una adaptación de los caracteres tal como eran grabados, que no pintados, sobre bronce o piedra. Las líneas son finas y puntiagudas en los extremos, la curvatura no está excluida, la forma de los caracteres es relativamente libre: este tipo de trazo no sigue las pautas de las que se habla en los demás estilos y que son esencialmente debidas al pincel. Los caracteres aún están bastante cerca del pictograma: su forma no siempre puede ser deducida de la forma moderna, ya que son formas antiguas que han sufrido varias alteraciones hasta llegar a su forma actual. Por lo tanto, hay que aprender el trazo de los caracteres individualmente y su lectura no es posible para el profano que no conoce más que los caracteres modernos. 
Dentro del estilo del sello, se pueden distinguir dos tipos de caracteres: el gran sello (大篆, dàzhuàn) y el pequeño sello (小篆, xiǎozhuàn). El primero es el más antiguo, irregular y el menos cuidado. Se remonta al siglo IX a. C. y deriva directamente de caracteres arcaicos, 甲骨文 jiǎgǔwén (bajo la dinastía Shāng) y 金文 jīnwén (bajo los Xīzhōu, o Zhōu occidental), respectivamente "escritura de oráculos sobre hueso" grabada sobre caparazones de tortuga para la adivinación del futuro y "escritura sobre bronce" sobre bronces litúrgicos. Estas son las primeras manifestaciones auténticas de escritura china. No se debe pensar que el gran sello y los caracteres arcaicos son lo mismo: el gran sello es el tipo de escritura a trazo más antiguo aún en uso y no la escritura china más antigua.
La segunda, el pequeño sello, es una estandarización y un perfeccionamiento del gran sello que data de la dinastía Qín, cuyo modelo se debe al primer ministro de Qín Shǐhuáng, Lǐ Sī (hacia el 200 a. C.). El pequeño sello, reemplazado por estilos más simples y regulares, se origina en los usos de los Hàn (del 220 al 206 a. C.) para más tarde convertirse en un estilo puramente caligráfico solemne bajo los Táng (618 - 907). Normalmente trazado con pincel o grabado sobre los sellos (origen de su nombre actual). El gran sello, por su parte, solamente es estudiado por historiadores y estudiosos de la escritura.

## Estilo de los escribas 隸書lìshū

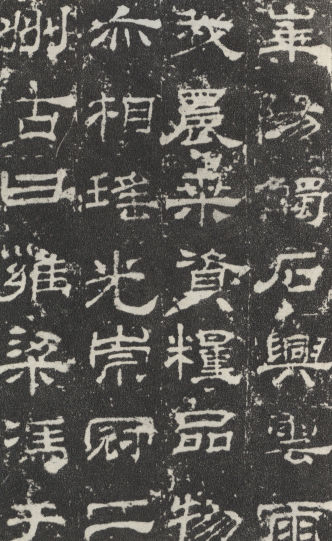
Tablilla en el templo de Huashan (华山庙碑) hacia el 100 a. C.

A medida que la administración china se afirmaba gracias al poder de lo escrito, pareció que los caracteres de estilo del sello, complejos y poco regulares, eran un freno para la rapidez de comprensión y aprendizaje de la escritura. Fue para los funcionarios, los escribas, para los que -según la tradición- Chéng Miǎo, director de prisión bajo la dinastía Qin (221 a. C.-206 a. C.), habría creado un estilo de trazado más simple a partir del estilo del sello. Este nuevo estilo sigue unas reglas gráficas determinadas (ver en Wikipedia en francés). Así, Chéng Miǎo contribuyó al desarrollo del aprendizaje y a la mejora de la notación de los documentos administrativos. Es por ello que se atribuye este estilo a los funcionarios (o escribas). Esta escritura se hace muy común bajo la dinastía Han, en competencia con el estilo del sello, al que llega a reemplazar completamente (a excepción de la caligrafía) entre los siglos I y III.
Se caracteriza por trazos espesos con la punta escondida (no se ve la traza inicial y final del pincel). Los trazos son cuadrados, aplanados en la zona media, espaciados y tendentes a desbordar por los lados. A lo largo del s. II, bajo los Dōnghàn, o Han Orientales, el perfeccionamiento del pincel llevó a los calígrafos a dar más amplitud a los trazos, principalmente añadiendo ondulaciones y estirando las horizontales.
Este estilo es reemplazado rápidamente, desde el siglo III, por el estilo regular. Sin embargo, se continuó utilizando en caligrafía incluso hasta nuestros días. Da a la composición un aire digno, sentencioso y majestuoso. Se usa por lo tanto, aparte de en caligrafía, principalmente para eslóganes, citaciones ilustres y títulos.

## Estilo regular 楷書kǎishū

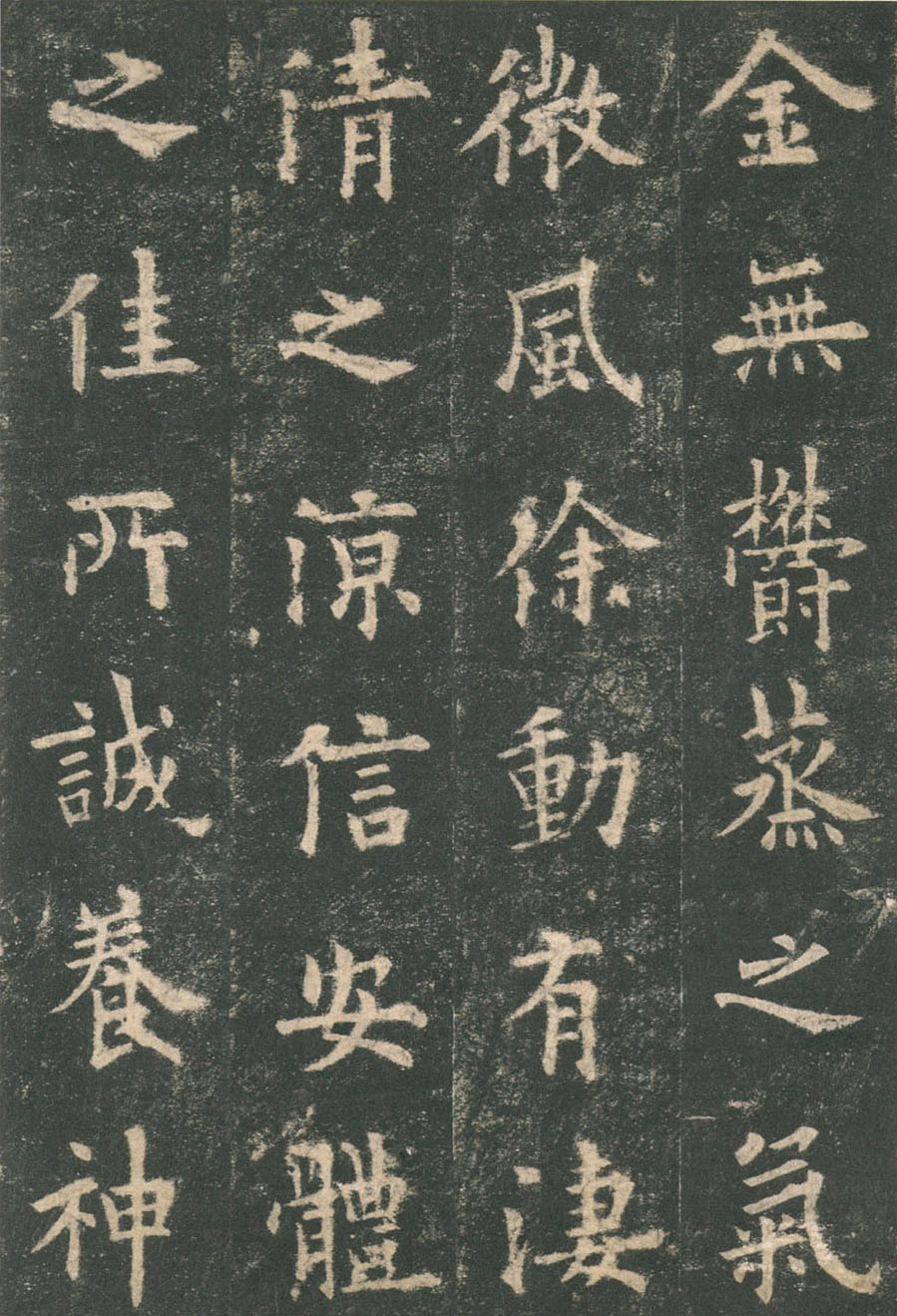
Texto del famoso calígrafo Ouyang Xun (欧阳询, 557-641).

Todavía bajo los Hàn, a lo largo del siglo III de nuestra era, aparece este estilo, considerado como una mejora y racionalización del estilo de los escribas. Es la escritura estándar (正楷, zhèngkǎi), que tiene su apogeo bajo los Táng (618-907 de nuestra era) en la que los calígrafos fijan definitivamente la estructura y la técnica del trazo. La necesidad de una escritura simple, lo más legible posible, muy regular, respondía a las necesidades de centralización del poder. Esta escritura, vector de la administración, ha por tanto participado, por su estabilidad, en la hegemonía del poder imperial, hasta tal punto que hasta las simplificaciones de 1958 y 1964 hechas en la República Popular China, no había sido retocada ni modificada.
Estilísticamente, se caracteriza por el respeto de las reglas de trazada evocadas más arriba: gran estabilidad (ningún carácter se sale del cuadrado virtual), el abandono definitivo de las curvas directas y de los ángulos agudos de la escritura de los escribas por un compromiso más suave, la posibilidad de no utilizar más que un número definido de trazos fundamentales, trazos horizontales ascendiendo ligeramente de la izquierda a la derecha y una modificación de las técnicas de inicio de los trazos.
Existen dos variantes del estilo regular: la regular grande (大楷, dàkǎi) y la regular pequeña (小楷, xiǎokǎi). Las diferencias entre las dos vienen principalmente de la técnica del pincel: en la regular pequeña, los inicios de trazo son menos complejos, más fluidos y la traza general es más ágil, menos rígida que en la regular grande, que es la más habitual de las dos variantes.
Es el estilo regular en el que se aprende a trazar los caracteres actualmente y en el que se escribe normalmente cuando se intenta escribir bien. El estilo regular está muy próximo a los caracteres impresos, de los que ya se ha dicho que a veces presentan ligeras diferencias con los caracteres manuscritos.

## Estilo corriente 行書xíngshū

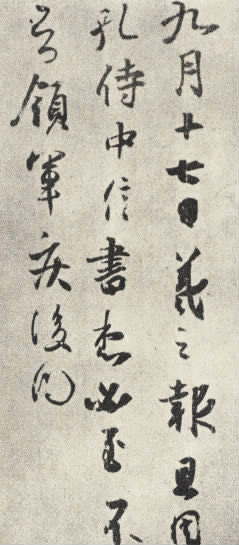
Texto de una carta de Wang Xizhi (王羲之, 303 - 361).

Como indica su nombre, este estilo, nacido de nuevo bajo los Hàn, hacia el fin de la dinastía oriental (25-220), es una forma doble: es rápida (los caracteres "corren") y habitual ("corriente"). El estilo nace de una "deformación" por simplificación del trazo regular. Es por ello que es la más utilizada actualmente para los manuscritos de la vida cotidiana. Sin embargo, no es ignorada por la caligrafía, lejos de ello, y tampoco es considerada una forma bastarda de la regular: posee en caligrafía sus propias reglas.
Se cree que su creador fue Liú Déshēng, de los Dōnghàn. La perfección de este estilo fue alcanzada sin embargo por Wáng Xiànzhī (344-348) así como a Wáng Xīzhī (321-379), su padre, uno de los más célebres calígrafos chinos, ambos bajo la dinastía Dōngjìn, o Dōngjìn (317-420 de nuestra era).
Trazado con la punta de un pincel o con pluma, sigue siendo legible, de rápida escritura y fácilmente descifrable. No requiere aprendizaje propio, separado de la regular, ya que es una grafía casi cursiva, las simplificaciones de los caracteres son lógicas: son estilizaciones de las unidades básicas nacidas naturalmente del pincel o de la pluma cuando la punta no abandona el papel para un nuevo trazo, que se unen más a menudo que en el estilo regular. Además, los trazos son más simples y directos (la punta del pincel no regresa hacia atrás, movimiento característico del estilo regular).

## Estilo de hierba 草書cǎoshū

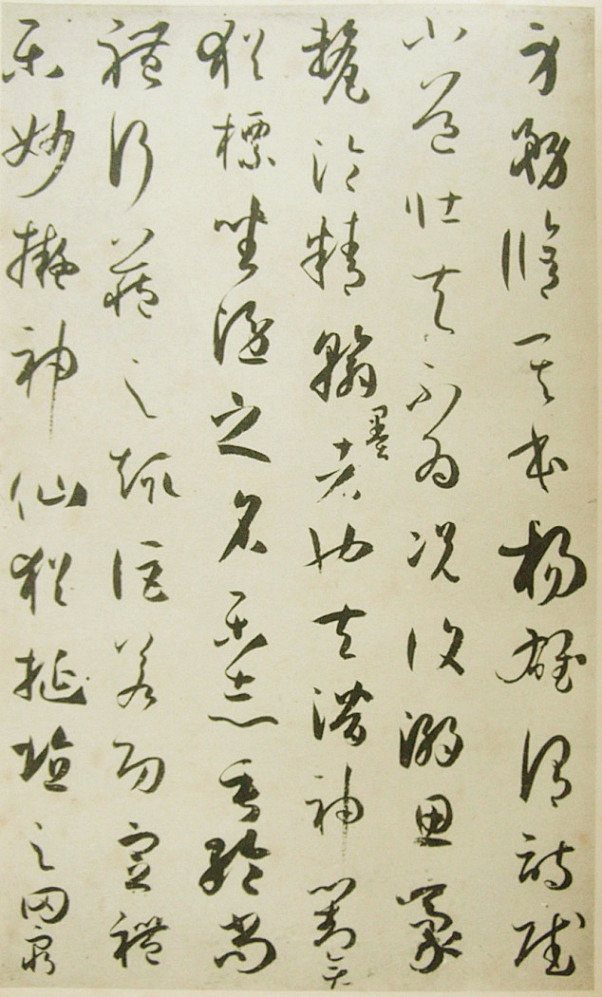
Texto de Sun Guoting (孙过庭) hacia el 650

El último de los estilos caligráficos, también llamado cursiva o escritura loca es sin duda el más sorprendente. Su nombre se puede entender de varias formas: bien que es una escritura agitada como la hierba (es uno de los sentidos del carácter 草 cǎo) en el viento, bien que está destinada a usos efímeros, como un borrador (otro de los posibles sentidos de 草), como la paja. Lejos de ser una forma estenográfica, nacida de la anterior, es un tipo de escritura aparte entera. El trazo de los caracteres -que aparecen fuertemente deformados, parecen formas sin constricciones aparentes, a menudo ligados entre sí y que se alejan del cuadrado virtual- reposa sobre formas taquigráficas tomadas de los estilos anteriores. La lectura y la escritura de este estilo son reservadas a los calígrafos y a los especialistas eruditos.
La historia de este estilo, que ha sufrido modificaciones a menudo, es complejo. Se distinguen dos cursivas históricas principales, la "cursiva de los sellos" (章草 zhāngcǎo) y la "cursiva nueva" (今草 jīncǎo). La primera, atestiguada por primera vez en los Reinos Combatientes, 戰國 Zhànguó 475 a. C.-221 a. C., y que fue perfeccionado bajo los Hàn, deriva del estilo de los escribas y del sello. La segunda, creada también bajo los Hàn en el siglo II de nuestra era, es una modificación de la zhāngcǎo. Si los caracteres de la primera cursiva están separados unos de otros y son relativamente regulares, los del segundo toman más independencia, llegando hasta la eliminación total de los límites entre trazos y caracteres. Wáng Xiànzhī y Wáng Xīzhī de los Dōngjìn (317-420), son considerados como los maestros en la materia.
El estilo se caracteriza principalmente por un trazo muy codificado de los caracteres, que son abreviados y reducidos a su forma fundamental y ya no son reconocibles al ojo profano. Las reducciones procedentes ya de una simplificación natural del trazo, con lo que el pincel apenas se levanta del papel, ya de grafías estenográficas convencionales a veces muy antiguas, que han podido dar nacimiento a algunos de los caracteres simplificados de la República Popular China. El calígrafo que trabaja en este estilo de hierba sin embargo no traza necesariamente los caracteres más rápidamente que en los otros estilos: la rapidez es sugerida y descrita pero no buscada por sí. Este estilo, en efecto, no se usa actualmente para borradores: requiere un tal conocimiento de la escritura china y su historia y una tal maestría de la técnica que se ha reservado principalmente para el arte. De hecho, aunque cursiva, el estilo de hierba se traza más a menudo con cuidado.
Se puede hablar fácilmente de arte abstracto y de idealización de la escritura, estando esta solamente esbozada, estando escritos más los movimientos que los trazos.
El silabario japonés Hiragana derivó de esta escritura cursiva de ciertos caracteres, usados fonéticamente como Man'yōgana.

## Los diccionarios de estilos
Para ayudar tanto a los calígrafos como a los aficionados, existen diccionarios de estilos, que dan para cada uno de los caracteres chinos mencionados las cinco grafías (de hecho seis contando la variedad impresa, que puede diferir ligeramente de la grafía regular).

## Instrumentos de calígrafo
El papel, la tinta negra, el pincel caligráfico y la piedra de entintar son los instrumentos esenciales para la práctica de la caligrafía del extremo oriente. Estos instrumentos son conocidos como los "Cuatro Tesoros del Estudio" en China, y como los "Cuatro Compañeros del Estudio" en Corea; para mayor claridad, se acostumbra decir "Cuatro tesoros de los alfabetizados". El soborno de fieltro negro, el pisapapeles, el portapinceles, el sello y su pasta de tinta, entre otros, acompañan esta lista de instrumentos. 

### Papel
Conocido como “Xuanzhi” es el papel utilizado para hacer caligrafía china, popularmente conocido como “papel de arroz”. El Xuanzhi se fabrica principalmente en Xuancheng y Jingxian, provincia de Anhui. Para la fabricación de este papel se utiliza madera celtidácea y paja; dos fibras que se unen tras ser tratadas con cal, blanqueo con luz solar y con el batido de la pasta, se hace el papel manualmente.

### Tinta negra
La tinta china se hace de carbón vegetal molido, agua destilada, goma arábiga. El carbón se muele en un mortero, se vierte en agua destilada. La goma arábiga se disuelve en el baño María y se mezcla con el anterior preparado. Según sea la cantidad de carbón, la tinta será más oscura o clara. Se puede preparar también empleando negro de humo en vez de carbón.

### Pincel
Las cerdas del pincel son hechas con el pelo de los animales, sin excepción, se utiliza o se ha utilizado para hacer este mechón. Este material aporta una flexibilidad que permite movimientos extremadamente libres, de ahí la riqueza de la caligrafía. Solo se usa su punta mientras que la parte posterior del mechón sirve como depósito de la propia tinta.

### Piedra de entinar
En su mayoría es de color negro, sirve como recipiente para el agua, rallador para la barra de tinta, superficie para alisar y reorganizar las cerdas del pincel y, finalmente, como recipiente para la tinta líquida producida. 